# 长花野丁香
长花野丁香（学名：Leptodermis gracilis var. longiflora）为茜草科野丁香属下的一个变种。

## 扩展阅读
- 維基物種上的相關：长花野丁香